# Topologische Isomerie

Prinzip der topologischen Isomerie von Catenanen.

Topologische Isomerie ist ein Begriff der Stereochemie. Sie kann bei Stoffgruppen wie Catenanen oder Rotaxanen auftreten, bei denen chemisch eigenständige Moleküle durch mechanische Verknüpfung zusammengehalten werden. Auch bei Knotanen kann es zu topologischer Isomerie kommen.
Statt von Topologischer Chemie – ein Begriff der auf Edel Wasserman (1961) zurückgeht – und topologischer Bindung spricht man auch von Mechanisch verzahnten Molekülen und mechanischer Bindung. Sie liefern eine direkte Anwendung der mathematischen Topologie in der Chemie, in der topologische Ideen auch über die Graphentheorie Eingang fanden (siehe Topologischer Deskriptor), zum Beispiel in der Abzähltheorie von Bäumen und Molekülen von George Pólya.
Die Synthese topologischer Isomere gelang durch die Herstellung verketteter Makromoleküle im Jahr 1964. In der Natur wurden catenanartig verschlungene Desoxyribonukleinsäuren nachgewiesen.
Die Überführung topologischer Isomere ineinander erfordert einen Bindungsbruch und die Neuknüpfung einer Bindung. Die Trennung topologischer Isomere gelingt beispielsweise mittels chiraler Hochleistungsflüssigkeitschromatographie.
Sie ist von Topomerisierung zu unterscheiden, bei der keine Bindungen gelöst werden.